# Szachtior
Szachtior (ros. Шахтёр) – osiedle w Rosji, w obwodzie kemerowskim, w rejonie jaszkińskim. W 2010 liczyło 588 mieszkańców.